# Farewell Amor
Farewell Amor é um filme de drama estadunidense de 2020, escrito e dirigido por Ekwa Msangi. É estrelado por Ntare Mwine, Zainab Jah, Jayme Lawson e Joie Lee. O filme estreou no Festival de Cinema de Sundance.

## Elenco
- Ntare Mwine como Walter
- Zainab Jah como  Esther
- Jayme Lawson como  Sylvia
- Joie Lee  como  Nzingha
- Nana Mensah  como  Linda
- Marcus Scribner como  DJ
- Brandon Lamar como Tall Handsome
- Tremaine Brown Jr.  as Mr. Ultra Smooth
- Francisco Burgos    as Royce
- Mariam C. Chemmoss  as Irmã Redempta

## Recepção
Farewell Amor recebeu elogios da crítica, mantendo uma taxa de aprovação de 98% no Rotten Tomatoes com base em 62 avaliações, com uma classificação média de 7,50/10. O consenso dos críticos do site diz: "Um filme de estreia marcante para a diretora e roteirista Ekwa Msangi, Farewell Amor captura de maneira comovente as consequências do reencontro de uma família há muito tempo separada". O Metacritic relata uma pontuação de 75 em 100 com base nas opiniões de 16 críticos, indicando "avaliações geralmente favoráveis".